# Genufas
Genufas (em grego: Γνουφας; romaniz.: Gnouphas) foi um filarco, possivelmente dos gassânidas, que era aliado do Império Bizantino durante o reinado do imperador Justiniano (r. 527–565). Em abril de 528, foi enviado com o duque da Fenícia Dionísio, o duque de Eufratense João, o tribuno Sebastiano e os filarcos Aretas e Naamanes numa expedição contra o rei dos lacmidas Alamúndaro III, que havia assassinado Aretas, o rei do Reino de Quinda. Foram incapazes de capturar Alamúndaro, mas destruíram seu acampamento, onde obtiveram muitos prisioneiros e butim, e tomaram quatro fortes do Império Sassânida na região.